# مأمون الهضیبی
مستشار قاضی محمد مامون حسن اسماعیل الهضیبی (زاده ۲۸ می ۱۹۲۴ میلادی - درگذشته ۹ ژانویه ۲۰۰۴ میلادی) ششمین رهبر یا مرشد عام جماعت اخوان المسلمین مصر و پسر حسن الهضیبی دومین مرشد عام این جماعت بین سال‌های ۱۹۵۱ تا ۱۹۷۳ بود.

## زندگینامه
او در شهر سوهاج در ساحل رود نیل در مصر به دنیا آمد. اصلیتش از شهر عرب الصوالحه بود اما خانواده آن‌ها به خاطر شغل پدرش که قاضی دادگستری بود، به شهرهای زیادی سفر می‌کردند. از دانشکده حقوق دانشگاه ملک فواد فارغ التحصیل شد و بلافاصله به شغل وکالت مشغول شد. بعد از مدتی دادستان و سپس قاضی دادگاه شد. آخرین شغل دولتی او رئیس دادگاه تجدید نظر قاهره بود. در سال ۱۹۵۶ میلادی او رئیس دادگاه غزه شد.

## فعالیت ها
او در سال ۱۹۵۶ میلادی و در جریان بحران سوئز در قالب نیروهای مردمی با ارتش اسراییل جنگید. بعد از فاش شدن انتساب او به جنبش اخوان المسلمین در دوران جمال عبدالناصر در سال ۱۹۶۵ میلادی دستگیر شد و بین زندان نظامی و زندان طره در رفت‌وآمد بود. در سال ۱۹۷۱ میلادی به دستور انور سادات از زندان آزاد شد و بلافاصله با شکایت در دادگاه خواهان بازگشت به کار قضایی شد. دادگاه به نفع او رای داد ولی دستگاه قضایی بدون هیچ گونه توضیحی از اجرای این حکم سرباززد. در سال ۱۹۸۷ میلادی به همراه عده ای دیگر از اعضای جماعت اخوان المسلین کاندیدای مجلس مصر شد. در این انتخابات ۳۶ تن از جمله الهضیبی به پارلمان راه یافتند. او نماینده منطقه الدقی از جیزه بود. بعد از بیماری و اغمای مصطفی مشهور مرشد عام اخوان المسلمین در اکتبر ۲۰۰۲ میلادی به خاطر خونریزی مغزی، مسئولیت مرشد عام را موقتاً بر عهده گرفت . او در ۲۷ نوامبر ۲۰۰۲ میلادی به عنوان ششمین مرشد عام جماعت اخوان المسلمین انتخاب شد.

## مرگ
او در ۹ ژانویه ۲۰۰۴ میلادی به خاطر بیماری روده و پس از بازگشت ازبیمارستان به خانه در قاهره درگذشت.